# Аникушин, Виктор Георгиевич
'Виктор Георгиевич Аникушин (30 октября 1941 год — 10 февраля 2019 года) — глава администрации города Магнитогорск. Депутат законодательного собрания Челябинской области. Почётный гражданин города Магнитогорск.

## Биография
Родился 30 октября 1941 года. В 1964 году окончил Магнитогорский горно-металлургический институт по специальности «инженер-строитель».
С 1964 по 1995 года работал в тресте «Магнитострой». Был мастером, прорабом, ведущим инженером, начальником производственно-технического отдела. С 1981 года его назначили главным инженером. С 1985 года — первый заместитель генерального директора ОАО «Магнитострой».
В июле 1995 года назначен главой администрации города Магнитогорска. В декабре 1996 года впервые избран главой Магнитогорска. В декабре 2000 избран депутатом Законодательного Собрания Челябинской области.
Скончался 10 февраля 2019 года. Похоронен на Правобережном кладбище Магнитогорска.

## Звания и награды
- Почётный гражданин Магнитогорска[1].
- Заслуженный строитель РФ[1].
- Награжден орденами Ленина, «Знак Почета», медалями[1].